# ريتشارد الثاني (ملك إنجلترا)
 ريتشارد الثاني  (6 يناير 1367 - 14 فبراير 1400) ثامن ملوك إنجلترا من أسرة بلانتاجانت، استمرت فترة حكمه من عام 1377 حتى الإطاحة به في عام 1399. كان ريتشارد ابنا للأمير إدوارد،الأمير الأسود حيث ولد في عهد جده إدوارد الثالث ملك إنجلترا. وفي الرابعة من عمره، أصبح ترتيب ريتشارد ثانيًا في ولاية العهد بعد وفاة شقيقه الأكبر إدوارد أنغولم، ثم وليًا للعهد بعد وفاة والده في عام 1376. ومع وفاة إدوارد الثالث في العام التالي، اعتلى ريتشارد العرش في سن العاشرة.
خلال السنوات الأولى في مُلك ريتشارد، كانت الحكم في يد سلسلة من المجالس، حتى لا يسيطر «جون دوق لانكستر» عم الملك والوصي على العرش على الأمر بمفرده. كانت ثورة الفلاحين عام 1381، هي أول التحديات الرئيسية في عهده، والتي تعامل معها الملك الشاب بشكل جيد، ولعب دورًا رئيسيًا في قمع التمرد. وفي السنوات التالية، تسبب اعتماد الملك على عدد صغير من رجال البلاط في استياء المجتمع السياسي. وفي عام 1387، سيطر على الحكومة مجموعة من النبلاء وهو ما عرف باسم مجلس اللوردات. وفي عام 1389، استعاد ريتشارد السيطرة، وعلى مدى السنوات الثماني التالية حكم إنجلترا، بدون أن يدخل في صراعات مع خصومه السابقين. ثم في عام 1397، بدأ انتقام ريتشارد من اللوردات، فأعدم أو نفى كثير منهم. وقد وصف المؤرخون العامين التاليين بأنهما سنتي «طغيان» ريتشارد. في عام 1399، وبعد وفاة عمه «جون دوق لانكستر»، جرّد ابن عمه هنري بولينجبروك من أملاكه والذي كان قد سبق نفيه، والذي غزا إنجلترا في يونيو 1399 بقوة صغيرة ازداد عددها بسرعة. وعلى الرغم من أنه إدعى في البداية أن هدفه فقط استعادة إرثه، إلا أنه سرعان ما أصبح واضحًا أنه ينوي المطالبة بالعرش لنفسه. وبعد مقاومة لا تذكر، خلع بولينجبروك ريتشارد، ونصّب نفسه ملكًا تحت اسم هنري الرابع. توفي ريتشارد في الأسر في بداية العام التالي، ويرجّح أنه قُتل.

## نشأته
كان ريتشارد بوردو الابن الأصغر لإدوارد، أمير ويلز، وجوان، كونتيسة كينت. كان والده إدوارد الابن الأكبر لإدوارد الثالث ووريثه على عرش إنجلترا، وأبرز نفسه كقائد عسكري في المراحل الأولى من حرب المئة عام، خاصة في معركة بواتييه في عام 1356. وبعد فترة من المغامرات العسكرية، أصيب بالزحار في إسبانيا عام 1370. لم يتعاف تمامًا واضطر للعودة إلى إنجلترا في العام التالي.
وُلد ريتشارد في 6 يناير 1367 في قصر رئيس الأساقفة، بوردو، في الإمارة الإنجليزية أقطانية. وفقًا للمصادر المعاصرة، حضر ثلاثة ملوك ولادته، وهم «ملك قشتالة وملك نبرة وملك البرتغال». استُخدمت هذه القصة لاحقًا في التصوير الديني للوح ويلتون المزدوج، بسبب أن ولادته حدثت في عيد الظهور الإلهي، ويظهر ريتشارد في الرسم بين ثلاثة ملوك يكرمون العذراء وطفلها. توفي شقيقه الأكبر، إدوارد أنغولم، مع بلوغه سن السادسة عام 1371. ثم توفي والده أمير ويلز إثر مرضه الطويل في يونيو 1376. وكان مجلس العموم في البرلمان الإنجليزي يخشى أن ينتزع عم ريتشارد، جون غونت، العرش. ولهذا السبب، مُنح ريتشارد لقب أمير ويلز، بالإضافة إلى ألقاب والده الأخرى.
في 21 يونيو من العام التالي، توفي جد ريتشارد الملك إدوارد الثالث، الذي كان متدهور الصحة، بعد حكم دام 50 عامًا. وخلفه ريتشارد البالغ من العمر 10 سنوات على العرش. توج في 16 يوليو 1377 في كنيسة وستمنستر. ولكن عادت المخاوف من طموحات جون غونت لتؤثر على القرارات السياسية مرة أخرى، فلم تمنح له الوصاية على الملك، مثل العرف المتبع. بدلاً من ذلك، بدأ الملك يمارس مهامه الملكية إسميًا بمساعدة سلسلة من «المجالس المتواترة»، واستُبعد غونت من هذه المجالس. مع ذلك، كان غونت، مع شقيقه الأصغر توماس وودستاك، إيرل باكنغهام، ما يزال يتمتع بتأثير غير رسمي كبير على أعمال الحكومة، لكن أعضاء مجلس الملك وأصدقائه، ولا سيما السير سيمون دي بورلي وروبرت دي فير، الإيرل التاسع لأكسفورد، حاولوا السيطرة على الشؤون الملكية. وفي غضون ثلاث سنوات، خسر هؤلاء المستشارون ثقة مجلس العموم، وأوقفت المجالس في عام 1380. ساهم في السخط الموجود، تزايد الضرائب المفروضة من خلال ثلاث ضرائب رؤوس بين 1377 و1381، والتي أنفقت على حملات عسكرية فاشلة في القارة. وبحلول عام 1381، كان هناك استياء واسع ضد الطبقات الحاكمة في المستويات الأدنى من المجتمع الإنجليزي.

## ثورة الفلاحين

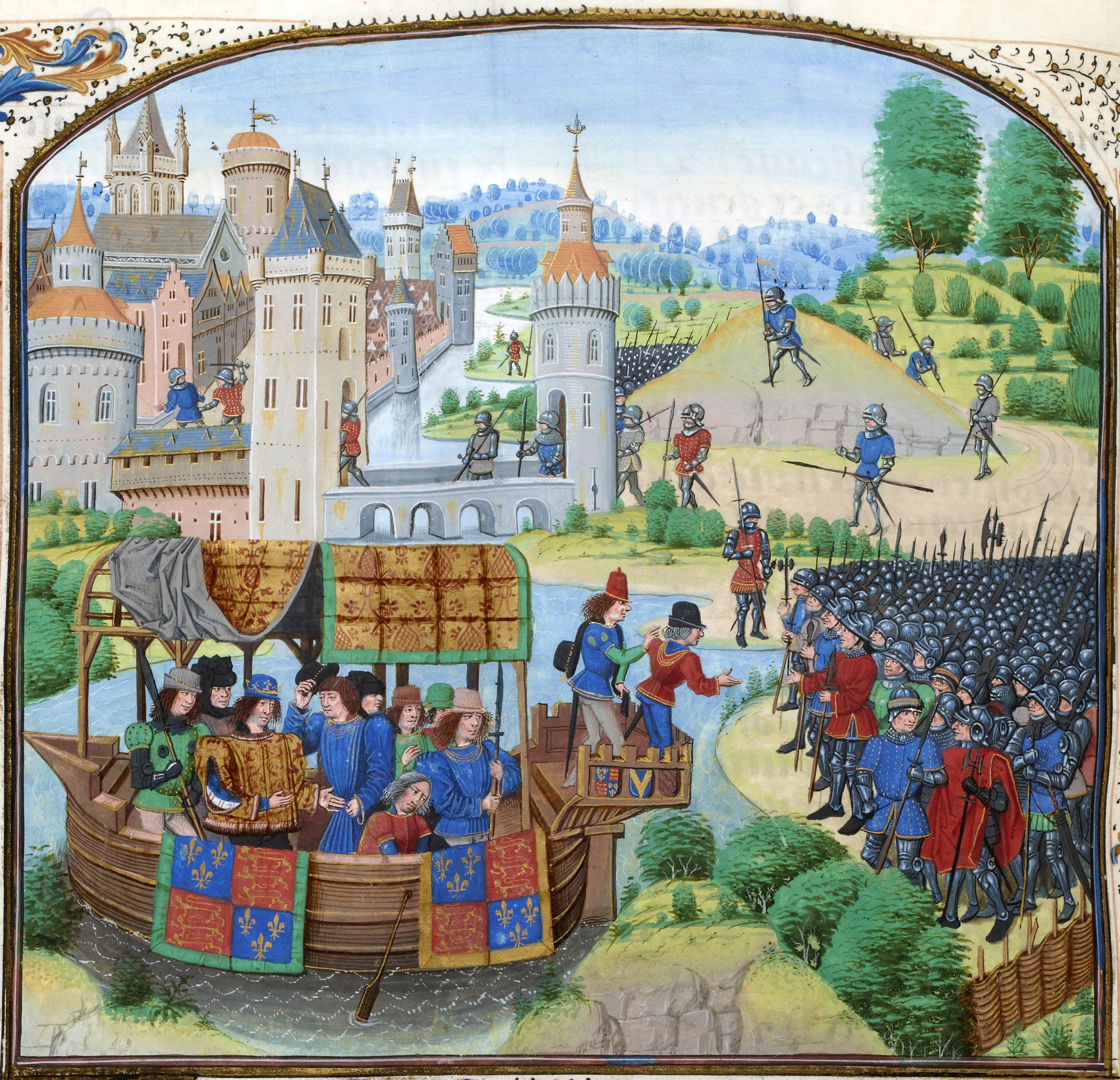
تجمع الفلاحين في بلاكهيث بالقرب من لندن تحت قيادة وات تايلر وجون بول وجاك سترو

كانت ضريبة الرؤوس لعام 1381 هي شرارة ثورة الفلاحين، ولكن كان أساس الصراع يكمن في التوترات بين الفلاحين وملاك الأراضي التي تسببت فيها الأثار الاقتصادية والديموغرافية للموت الأسود وتفشي الطاعون لاحقًا. بدأ التمرد في كينت وإسكس في أواخر مايو، وفي 12 يونيو، تجمع بعض الفلاحين في بلاكهيث بالقرب من لندن تحت قيادة وات تايلر وجون بول وجاك سترو. وأحرق قصر سافوي لجون غونت. وقُتل رئيس أساقفة كانتربري، سيمون سودبوري، الذي كان أيضًا اللورد المستشار، وقُتل معه اللورد الأعلى الخازن روبرت هاليس، على أيدي المتمردين، الذين كانوا يطالبون بإلغاء القنانة بالكامل. أما الملك المحتمي داخل برج لندن مع مستشاريه، فقد أيقن أن التاج ليس لديه القوات لتفريق المتمردين وأن الخيار الوحيد الممكن هو التفاوض.
من غير الواضح إلى أي مدى شارك ريتشارد، الذي كان ما يزال يبلغ من العمر أربعة عشر عامًا فقط، في هذه المداولات، على الرغم من أن المؤرخين أشاروا إلى أنه كان بين مؤيدي المفاوضات. أبحر الملك عبر نهر التمز في 13 يونيو، لكن العدد الكبير من الناس الذين احتشدوا على ضفاف غرينتش جعل من المستحيل عليه الرسو، ما أجبره على العودة إلى البرج. وفي اليوم التالي، الجمعة 14 يونيو، انطلق على ظهر حصان والتقى بالمتمردين في مايل إند. ووافق على مطالبهم، لكن هذه الخطوة جعلتهم يتجرؤون أكثر. فاستمروا في نهبهم وقتلهم. التقى ريتشارد بوات تايلر مرة أخرى في اليوم التالي في سميثفيلد وكرر أن المطالب ستُلبى، لكن زعيم المتمردين لم يقتنع بصدق الملك. وشعر رجال الملك بالغضب، واندلع شجار بينهم وبين المتمردين، فما كان من عمدة لندن ويليام وولورث إلا أن سحب تايلر عن صهوة حصانه وقتله. زاد الوضع توترًا بمجرد أن أدرك المتمردون ما حدث، لكن الملك تصرف بحزم وبهدوء، وقال «أنا قائدكم، اتبعوني!»، فقاد الحشد بعيدًا عن المشهد. جمع وولورث في غضون ذلك قوة لمحاصرة جيش الفلاحين، لكن الملك منحهم الرحمة وسمح لهم بالتفرق والعودة إلى منازلهم.
ألغى الملك مواثيق الحرية والعفو التي منحها بعد ذلك بوقت قصير، وبينما استمرت الاضطرابات في أجزاء أخرى من البلاد، ذهب شخصيًا إلى إسكس لقمع التمرد. وفي 28 يونيو في بيليريكي، هزم آخر المتمردين في اصطدام صغير وأنهى ثورة الفلاحين فعليًا. على الرغم من صغر سنه، أظهر ريتشارد شجاعة وتصميمًا كبيرًا في تعامله مع التمرد. لكن من المحتمل أن هذه الأحداث جعلته يتنبه لمخاطر العصيان والتهديدات للسلطة الملكية، وساعدت في تبنيه للملكية المطلقة التي أثبتت لاحقًا أنها مدمرة لعهده.

## روابط خارجية
- ريتشارد الثاني ملك إنجلترا على موقع الموسوعة البريطانية (الإنجليزية)
- ريتشارد الثاني ملك إنجلترا على موقع إن إن دي بي (الإنجليزية)